# Central hidroeléctrica Yguazú
La Central Hidroeléctrica Yguazú, oficialmente Presa de Yguazú administrada por la Administración Nacional de Electricidad (ANDE) de Paraguay forma un lago en el río Yguazú en el Departamento del Alto Paraná, Paraguay. La represa tiene una altura de 30,5 metros y 88 metros de coronación.
Actualmente está en ejecución un proyecto de maquinización de la represa que lleva adelante la Administración Nacional de Electricidad, con financiación del gobierno del Japón. El proyecto y la puesta en servicio de la represa, están a cargo de la consultora japonesa, NIPPON KOEI LAC Co. Ltd. Serán instaladas dos turbinas de cien megavatios cada uno. La culminación de la obra está prevista para dentro de cuatro años. La ANDE dejará de contratar 200 megavatios de Itaipú una vez culminada esta obra. Tras nueve años de planificaciones y polémicas, finalmente, se canceló la construcción de la central hidroeléctrica del río Yguazú. La ANDE explicó que la construcción de la central se volvió inviable porque el costo del emprendimiento ya superó el planificado inicialmente por la estatal eléctrica.
La represa del Yguazú fue construida en el año 1977. Es una presa de acumulación de agua, como para ser utilizada en casos de necesidad de suministrar agua a la Represa de Acaray. La represa larga diariamente un volumen promedio de aguas de cien metros cúbicos, con un máximo 200 metros cúbicos, pero en varias horas.
El trayecto que une la represa Yguazú con el Acaray es de 90 kilómetros, en ese trayecto están instaladas ocho equipos de medición.
La mini usina está diseñada para la reutilización del embalse compensador de la Represa de Acaray y se prevé su funcionamiento en las horas pico de mayor demanda energética, cerca de 3 horas diarias sirviendo de soporte al sistema eléctrico paraguayo.
La instalación de la hidroeléctrica ofrece también posibilidad de poder vender el excedente a terceros países.
La Represa del Yguazú es una de las presas hidroeléctricas más importantes de Paraguay, las otras son Itaipu, Yacyretã y Acaray.